# カーボベルデの宗教

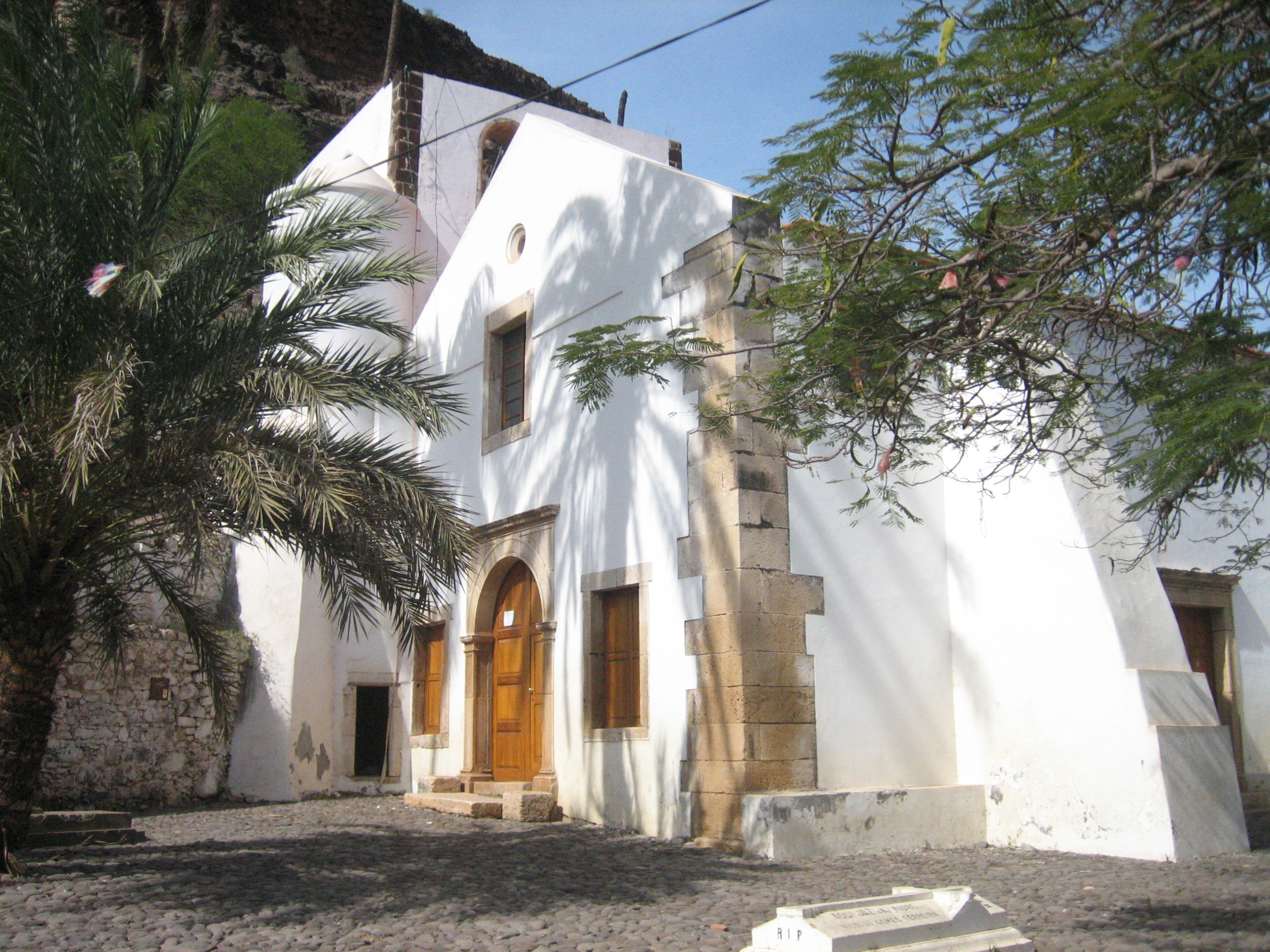
サンティアゴ島の教会。

地元の教会の非公式な世論調査によれば、カーボベルデの人口の93%以上は名義上カトリック教会である。プロテスタント最大の宗派はナザレン教会である。その他にはセブンスデー・アドベンチスト教会、末日聖徒イエス・キリスト教会（モルモン教）、アッセンブリーズ・オブ・ゴッド、神の王国の普遍教会、様々なペンテコステ派と福音主義の集団などが挙げられる。小規模なバハーイー教の共同体と、小規模だが成長しつつあるイスラム教の共同体が存在する。無神論者は人口の1%以下だと推計されている。
宗教の違いと民族的もしくは政治的友好関係による提携は存在しないが、カトリックのヒエラルキーは1991年から2001年まで国家を統治した民主運動党(MPD) に共鳴している。一方で多くのカトリック教徒はかつて2001年に与党となる前に、カーボベルデ独立アフリカ党(PAICV)に対して反感を持っており、一部はMPD党との争いと後のパフォーマンスへの不満のためPAICVの支持者となった。
外国の宣教団がカーボベルデで行動しており、エホバの証人がその例である。
憲法は宗教の自由を認めており、政府は概してこの権利の実践を尊重している 。アメリカ合衆国政府には宗教的信仰や実践に基づいた社会的な悪弊や差別の報告は報告されていない。